# Román Bonet
Román Bonet Sintes (Barcelona, 27 de septiembre de 1886-Barcelona, 28 de septiembre de 1967), también conocido bajo los pseudónimos de Jan de Lis, Ali-Bufa, X. Rei, Bo i Net y Bon, fue un dibujante, caricaturista y pintor español.

## Biografía
Nació en Barcelona en 1886. En 1911 sus obras se exponían en el Ateneo Científico, Literario y Artístico de Mahón. En 1929 fue galardonado con la medalla de oro del concurso de carteles de la Exposición Internacional, celebrada en Barcelona. Durante el desarrollo de la Exposición, se instaló en una caravana en la que realizó miles de caricaturas personales. Con la conclusión del evento, continuó realizando caricaturas por toda España, con su estudio móvil. Finalmente, se instaló en Barcelona, en la conocida como Avenida de la Luz, donde siguió con la práctica de la caricatura y del ex libris. Colaboró en publicaciones periódicas como Satiricón, ¡Cu-Cut! y El Mercantil Valenciano. Falleció en Barcelona a finales de septiembre de 1967, a la edad de ochenta y un años, y fue enterrado en el cementerio del Este.